# アントナン・アルトー

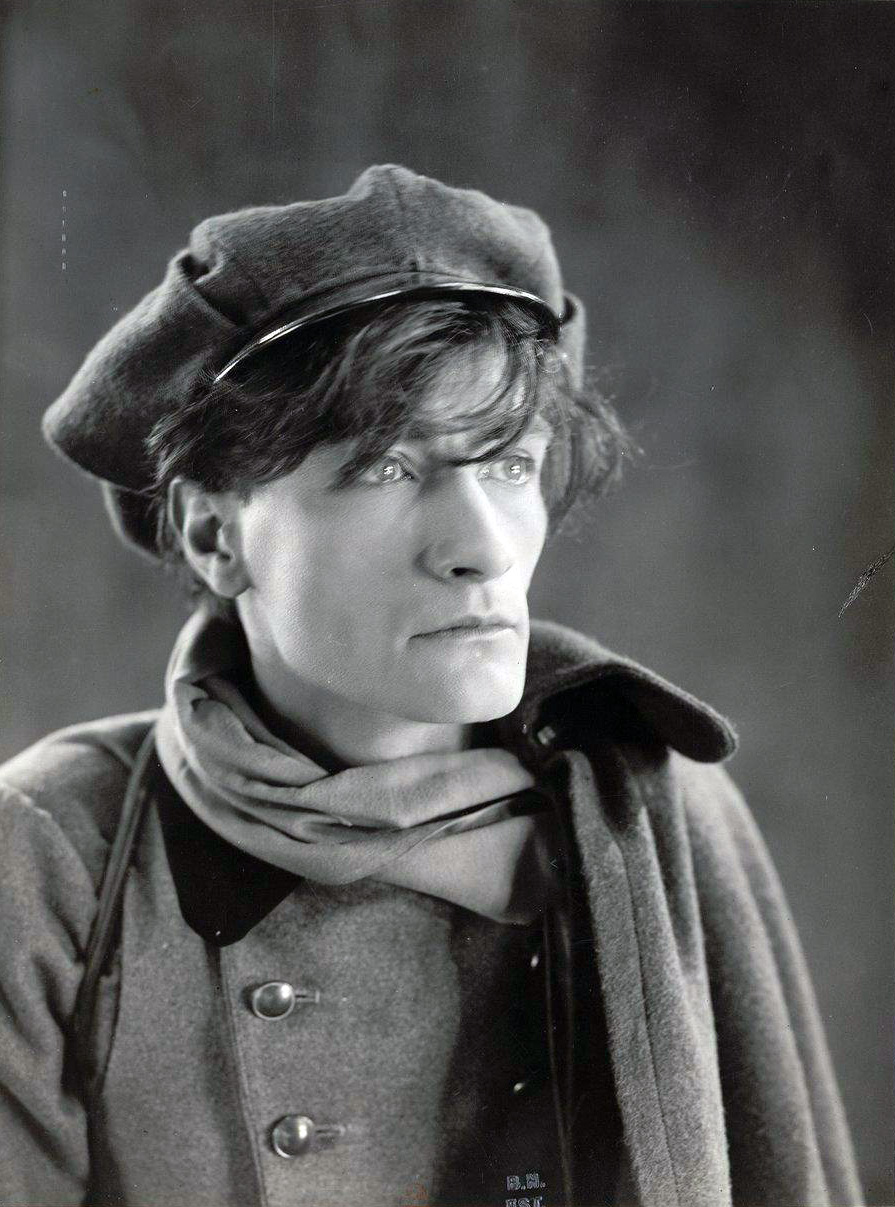
アントナン・アルトー (1926)

アントナン・アルトー（Antonin Artaud、1896年9月4日 - 1948年3月4日）は、フランスの俳優・詩人・小説家・演劇家。

## 生涯
スミルナ（現在のイズミール）出身のギリシャ人の両親の元、マルセイユで生まれる。
幼少に罹患した髄膜炎の後遺症の痛みに耐えるために一生阿片などの麻薬を服用し続けた。1920年ごろから俳優活動をはじめ、また詩も始める。1924年、シュルレアリスム運動に加わるも、ブルトンと衝突。1928年に第三インターナショナルとシュルレアリストたちの統合に猛反発したことが要因となり、除名された。その後、バタイユやルネ・クルヴェルなども除名。『NRF』誌のリヴィエールとの交信は有名。アルフレッド・ジャリ劇場を創設し、身体演劇である｢残酷劇｣を提唱。現代演劇に絶大な影響を与える。
1920年代後半には映画に関わる仕事が続く。アベル・ガンス監督の超大作映画『ナポレオン』（1926年）出演（ジャン＝ポール・マラー役）に続いて、サイレント映画の最高峰と評されるカール・ドライヤー監督の『裁かるゝジャンヌ』（1927年）に出演（修道士ジャン・マシュー役）。また同じ時期にジェルメーヌ・デュラック監督『貝殻と僧侶』（1927年）の脚本を書いているが、実質は映画の現場にも参加させて貰えず、脚本も監督に書き変えられている。
1936年、アイルランドの地に聖パトリックの杖を還すという目論見のもと、アイルランドを目指すが、道中に警察官に拘束され、統合失調症と診断され精神病院に収監され、フランスに強制送還される。ジャック・ラカンやガストン・フェルディエールの診察を受けて、サンタンヌ病院、ル・アーヴル病院、イヴェール病院、ロデーズの病院を盥回しにされ、51回もの電気ショック療法を受け、9年間収容されることになった。
作家で編集者のジャン・ポーランはアルトーの生前にアルトー全集を企画し、出版を成功させた功績は大きい。それどころか、経済的な支援だけでなく、阿片の治療代まで支払っていた。また、ポール・デヴナンはその仕事を手伝った。
1946年5月、ロベール・デスノスを筆頭に友人らの助力で退院する。退院した直後は母親の顔さえ分からないほど錯乱していた。後に、その当時の体験を告発した。『ヴァン・ゴッホー社会による自殺者』でサント＝ブーヴ賞受賞。しかし、ジャック・ラカンは精神分裂病（統合失調症）と診断し、2度と書けることはないだろうと診断した。（その一方で、アンドレ・ブルトンは全く異論の余地のないきわめて明晰なテキストと称賛した）。その思想はドゥルーズ＆ガタリやデリダに影響を与えた。その演劇論はピーター・ブルックらに受け継がれる。
哲学者のジャコブ・ロゴザンスキーは、2023年の講演で、「アルトーは狂人であったから書けたわけではなく、狂人であったにもかかわらずなのだ」と発言している。
後期の作品の紹介は圧倒的に少なく、アルトー後期集成（河出書房新社）や『アルトーコレクション』1～4。最も難解なのは、退院後の『アルトー・コレクション』Ⅲ 『カイエ』 （月曜社）唯一晩年に書物として構成されたアルトー・コレクションⅣ『手先と責苦』（月曜社）の訳はあるが、概ねアルトーの編集者であるグロスマンによる一刊選集が底本になっており、膨大なテキストがいまだに残されている。
例えば、晩年1年間だけで書いた、1947年2月から、イブリーの療養所で書いた約1年間のテキストだけで4000ページもの文量があり、その内容は主語と目的語、補語、修飾語などが普通の文体とは到底言えないだけでなく、独自の造語も含まれていて、いまだ謎のままである。また、造語や音感だけの造語や他の言語を変形させたものなど、研究者たちも極めて難解だとの意見で一致している。
1948年3月4日、パリ郊外イブリーの療養所にて死去。満51歳没。ベッドに腰掛けたまま亡くなっていた。

## 器官なき身体
1972年出版された「アンチ・オイディプス」のなかで、アルトーの「器官なき身体」という言葉が中心概念として採用された。アルトーの原文は以下の通り。
「人は病んでいる。できそこないだからだ。奴を一度裸にして奴をむしばむこの微生物をこそぎおとせ。そして神よ、役立たずの器官というものをなくしてほしい。そうすれば人は自由になれる。そしてダンスホールで踊りまくるように踊りをもう一度教えてほしい。そこが彼の場所だ。」（"Pour en finir avec le jugement de dieu")　

## バーチャル・リアリティ
バーチャル・リアリティ（virtual reality）という単語は元々アルトーが造語した芸術用語であったが、「バーチャル・リアリティの父」と呼ばれるジャロン・ラニアーらにより仮想現実を意味する言葉として援用された。

## 著作

### 主要著作
- L'Ombilic des limbes 1925、Le Pèse-nerfs 1925
  - 『冥府の臍・神経の秤』 清水徹・粟津則雄編訳、現代思潮社 1971、新版1993、現代思潮新社 2007
- Correspondance avec Jacques Rivière 1927
  - 『思考の腐蝕について : アントナン・アルトーとジャック・リヴィエールとの手紙』飯島耕一訳、思潮社 1967
- Héliogabale ou l'Anarchiste couronné 1934
  - 『ヘリオガバルスまたは戴冠せるアナーキスト』多田智満子訳 白水社 1979、白水Uブックス 1989
  - 『ヘリオガバルスあるいは戴冠せるアナーキスト』 鈴木創士訳 河出文庫 2006
- Le Théâtre et son double 1938
  - 『演劇とその形而上学』安堂信也訳 白水社 1965
  - 『演劇とその分身』 鈴木創士訳 河出文庫 2019
- Les Tarahumaras 1945
  - 『タラウマラ』 宇野邦一訳 河出文庫 2017
- Lettres de Rodez 1946
  - 『アントナン・アルトー著作集5 ロデーズからの手紙』宇野邦一・鈴木創士訳、白水社、1998
- Van Gogh, le suicidé de la société 1947
  - 『ヴァン・ゴッホ』 粟津則雄訳、新潮社 1971、筑摩叢書 1986、ちくま学芸文庫 1997
- Pour en finir avec le jugement de dieu 1948
  - 『神の裁きと訣別するため』 宇野邦一・鈴木創士訳 ペヨトル工房 1989
    - 河出文庫 2006 - 鈴木創士訳『ヴァン・ゴッホ 社会による自殺者』を追加
- Messages révolutionnaires (textes mexicains) 1979
  - 『アントナン・アルトー著作集4 革命のメッセージ』 高橋純・坂原真里訳 白水社 1996（講演・書簡集）
- Dessins et portraits 1986
  - 『デッサンと肖像』松浦寿輝訳、みすず書房 1992（アルトーの素描とジャック・デリダによる論考を収録したもの）

### 集成
- 『アントナン・アルトー著作集』全5巻、白水社、1996-1998
- 『アルトー後期集成』全3巻、宇野邦一・鈴木創士監修、河出書房新社、2007-2016
- 『アルトー・コレクション』全4巻、月曜社 2022。宇野邦一・鈴木創士・管啓次郎・荒井潔ほか訳
  - 作家論『アルトー横断　不可能な身体』鈴木創士編、月曜社 2023